# Bessac
Bessac település Franciaországban, Charente megyében. Lakosainak száma 119 fő (2022. január 1.). Bessac Brie-sous-Barbezieux, Deviat, Poullignac, Saint-Aulais-la-Chapelle és Coteaux-du-Blanzacais községekkel határos.

## Népesség
A település népessége az elmúlt években az alábbi módon változott:
| Lakosok száma | 189  | 147  | 139  | 128  | 120  | 114  | 107  | 111  | 113  | 119  |
|               | 1968 | 1982 | 1990 | 2006 | 2013 | 2015 | 2017 | 2019 | 2020 | 2022 |